# Третья Падь (станция)
Третья Падь — железнодорожная станция Сахалинского региона Дальневосточной железной дороги. Названа по одноимённому селу, в котором расположена.

## История
- 1909 год — станция открыта в составе пускового участка Соловьёвка — Новик в составе железной дороги губернаторства Карафуто. Ширина колеи на тот момент — 600 мм.
- 1 декабря 1910 года — завершены работы по перешивке на колею 1067 мм.
- 1 апреля 1943 года — в связи с включением Южного Сахалина в состав внутренних территорий станция переподчинена Министерству железных дорог Японии.
- август 1945 года — в ходе советско-японской войны занята Красной Армией.
- 1 февраля 1946 года — де-юре исключена из состава японских железных дорог.
- 1 апреля 1946 года — включена в состав советских железных дорог под названием Третья Падь.

## Деятельность
Пассажирское сообщение по станции периодически отменяется. До 2007 года (с перерывами) курсировали две пары дизель-поездов Д2 Южно-Сахалинск — Корсаков, в 2009—2011 годах через станцию продлевался дизельный экспресс № 121/122 Томари — Корсаков, не останавливавшийся в Первой Пади (с 2011 года укорочен обратно до Южно-Сахалинска).
На июль 2015 года пригородное движение существует по маршруту Корсаков (Пять углов) — Южно-Сахалинск дважды в сутки.
Грузовые операции по станции не осуществляются.